# 萨迪克·迈赫迪
萨迪克·西迪克·阿卜杜勒-拉赫曼·迈赫迪（阿拉伯语：الصادق الصديق عبد الرحمن المهدي；1935年12月25日—2020年11月26日）是苏丹共和国的政治家、宗教人士，乌玛党领袖，泛伊斯兰主义者，曾担任苏丹总理。1989年被奥马尔·巴希尔发动政变推翻。